# Sam Versweyveld
Sam Versweyveld is een Belgisch trompettist en flügelhornspeler. In de beginperiode van Jaune Toujours speelde hij nog basgitaar. Versweyveld begon trompet te spelen op 10-jarige leeftijd. Hij studeerde later aan het Lemmensinstituut bij trompettist Bert Joris.
Als trompettist speelt hij onder meer met Buscemi, jazzbands als Los Callejeros, Jambangle en de bands van Chris Joris en Chris Mentens.